# جيسيكا وليامز (عازف بيانو)
جيسيكا وليامز (بالإنجليزية: Jessica Williams)‏ (و. 1948  م) هي عازفة بيانو، وعازفة جاز أمريكية، ولدت في بالتيمور، تستخدم آلات بيانو.

## جوائز
حصلت على جوائز منها:

زمالة غوغنهايم

## روابط خارجية
- جيسيكا وليامز على موقع ميوزك برينز (الإنجليزية)
- جيسيكا وليامز على موقع أول ميوزيك (الإنجليزية)
- جيسيكا وليامز على موقع ديسكوغز (الإنجليزية)